# Dirty Devil
Il Dirty Devil è un affluente di destra del Colorado, che scorre nella regione centromeridionale dello Utah, negli Stati Uniti. Nasce dalla confluenza dei fiumi Fremont e Muddy Creek, presso Hanksville. Il fiume scorre in un canyon profondo 600 m nelle contee di Wayne e Garfield. L'ultimo tratto di 32 km è compreso nell'area protetta del Glenn Canyon Recreation Area, dove il Dirty Devil confluisce nel lago Powell.